# Astrud Gilberto’s Finest Hour
Astrud Gilberto’s Finest Hour — сборник бразильской певицы Аструд Жилберту, выпущенный в 2001 году на лейбле Verve Records в рамках серии «Finest Hour». В альбом вошли записи, сделанные певицей в период работы с Verve в 1960-е годы, а также трек «I’m Nothin’ Without You», записанный для совместного с Джеймсом Ластом альбома Plus 1986 года.

## Отзывы критиков
| Оценки критиков               | Оценки критиков |
| Источник                      | Оценка          |
| ----------------------------- | --------------- |
| AllMusic                      | [ 1 ]           |
| Encyclopedia of Popular Music | [ 2 ]           |

Джеймс Кристофер Монгер из AllMusic написал: «Хотя её отношение к босанове менее чем почтительное и определённо легковесное, теплота и доступность, которые она привносит в каждое выступление, ошеломляют. С любовью составленный альбом представляет собой самую солидную коллекцию её пьянящей смеси самбы, джаза и поп-музыки, которую вы, вероятно, найдёте. Двадцать песен, включая классическую „Girl from Ipanema“, накатывают, как волны самого тёплого из океанов, неся с собой мягкий, пронизанный реверберацией саундтрек к лету. Если тропическая жара „Berimbau“, ленивый и одинокий пульс „Trains, Boats and Planes“ Берта Бакарака и оптимистичный размах „Wish Me a Rainbow“ не избавят вас мгновенно от рутины вашего дня, то считайте, что вы безнадёжно озлоблены. Настоятельно рекомендуется». Альбом также получил отметку Album Pick, которая присваивается наиболее репрезентативному во всём творчестве исполнителя.

## Список композиций
1. «Goodbye Sadness (Tristeza)» (Норман Гимбел, Эду Лобу) — 3:32
Из альбома A Certain Smile, a Certain Sadness (1966)
2. «The Girl from Ipanema» (Норман Гимбел, Антониу Карлос Жобин, Винисиус де Мораес) — 5:22
Из альбома Getz/Gilberto (1964)
3. «Meditation» (Норман Гимбел, Антониу Карлос Жобин, Ньютон Мендонса) — 2:40
Из альбома The Astrud Gilberto Album (1965)
4. «The Face I Love» (Рэй Гилберт, Карлос Пингарилью, Маркос Валле, Паулу Сержио Валле) — 2:06
Из альбома Beach Samba (1967)
5. «Corcovado (Quiet Nights of Quiet Stars)» (Антониу Карлос Жобин, Джин Лис) — 4:13
Из альбома Getz/Gilberto (1964)
6. «So Nice (Samba de Verão)» (Норман Гимбел, Маркос Валле, Паулу Сержио Валле) — 2:39
Из альбома A Certain Smile, a Certain Sadness (1966)
7. «A Felicidade» (Антониу Карлос Жобин, Маркос Валле, Андре Салвет) — 2:46
Из альбома Look to the Rainbow (1965)
8. «Photograph» (Антониу Карлос Жобин, Винисиус де Мораес) — 2:12
Из альбома The Astrud Gilberto Album (1965)
9. «It Might As Well Be Spring» (Оскар Хаммерстайн II, Ричард Роджерс) — 4:23
Из альбома Getz Au Go Go (1964)
10. «Wish Me a Rainbow» (Рэй Эванс, Джей Ливингстон) — 2:24
Сингловый релиз
11. «Fly Me to the Moon» (Барт Ховард) — 2:19
Из альбома The Shadow of Your Smile (1965)
12. «Crickets Sing for Anamaria» (Рэй Гилберт, Маркос Валле, Паулу Сержио Валле) — 1:33
Из альбома Windy (1968)
13. «Who Needs Forever?» (Ховард Гринфилд, Куинси Джонс) — 3:08
Из альбома Куинси Джонса The Deadly Affair (1967)
14. «Insensatez» (Норман Гимбел, Антониу Карлос Жобин, Винисиус де Мораес) — 2:46
Из альбома The Astrud Gilberto Album (1965)
15. «Berimbau» (Винисиус де Мораес, Баден Пауэлл) — 2:26
Из альбома Look to the Rainbow (1965)
16. «Come Softly to Me / Hushabye» (Гретчен Кристофер, Барбара Эллис, Док Помус, Морт Шуман, Гэри Троксел) — 2:50
Сингловый релиз
17. «Trains and Boats and Planes» (Берт Бакарак, Хэл Дэвид) — 2:47
Из альбома I Haven’t Got Anything Better to Do (1969)
18. «Canto de Ossanha (Let Go)» (Винисиус де Мораес, Баден Пауэлл) — 3:05
Из альбома September 17, 1969 (1969)
19. «I’m Nothin’ Without You» (Аструд Жилберту, Антониу Карлос Жобин, Винисиус де Мораес) — 4:22
Из альбома Plus (1986)
20. «In the Wee Small Hours» (Боб Хиллард, Дэвид Манн) — 2:15
Из альбома I Haven’t Got Anything Better to Do (1969)

## Участники записи
Музыканты
- Аранжировка, дирижёр — Марти Пейч (3), Эумир Деодату (4), Жил Эванс (7, 15), Дон Себески (10), Норман Берген (16), Альберто Горгони (17), Джеймс Ласт (19)
- Аранжировка — Клаус Огерманн (11), Эумир Деодату (12), Альберто Горгони (18), Аструд Жилберту (19)
- Аранжировка вокала — Брукс Артур (18)
- Бас-гитара — Жосе Марину (1, 6), Томми Уильямс (2, 5), Джо Мондрагон (3, 8, 14), Хулио Руджеро (4, 18), Рон Картер (4), Джин Черико (9), Джозеф Мачо
- Беримбау — Дом Ум Роман (15)
- Бэк-вокал — Брукс Артур (18), Дэвид Уайт (5), Фрэнки Каллен (18), Джин Махарри (18), Линда Новембер (18), Маерета Стюарт (18), Рон Данте (18)
- Вибрафон — Джордж Девенс (4), Гэри Бертон (9)
- Вокал — Аструд Жилберту (1-20), Жуан Жилберту (2, 5)
- Валторна — Эрл Чапин (4), Джимми Баффингтон (4), Рэй Алонг (4), Тони Миранда (4)
- Гитара — Жуан Жилберту (1, 2, 5), Антониу Карлос Жобин (3, 8, 14), Барри Гэлбрейт (4), Маркос Валле (4), Тутс Тилеманс (4), Кенни Баррелл (7, 9, 15), Сал Ди Троя (18)
- Духовые — Билл Хэммонд (4), Хьюберт Лоус (4), Фил Боднер (4), Селдон Пауэлл (4), Стэн Уэбб (4)
- Клавишные — Бенни Аранов (18), Фрэнк Оуэнс (18), Пол Гриффин (18), Стэн Фри (18)
- Орган, фортепиано — Уолтер Вандерлей (1, 6)
- Перкуссия — Бобби Розенгарден (1, 6), Алан Дуглас (4), Дом Ум Роман (4, 7), Джек Дженнингс (4), Айрто Морейра (18), Роберт Грегг (18)
- Саксофон — Джозеф Феррантелло (18), Леон С. Коэн (18), Селдон Пауэлл (18)
- Саксофон-тенор — Стэн Гетц (2, 5, 9)
- Тромбон — Милт Бернхарт (3, 14), Тони Стадд (4), Урби Грин (4, 11), Уоррен Ковингтон (4), Уэйн Андре (4), Микки Гравайн (18)
- Тромбон с клапаном — Боб Брукмейер (7, 15)
- Труба — Берни Глоу (4), Эрни Ройал (4), Джимми Ноттингем (4), Марвин Страмм (4), Джонни Коулз (15)
- Туба — Джон Барбер (4), Джонни Коулз (7)
- Ударные — Клаудиу Слон (1, 4, 6), Милтон Банана (2, 5), Бобби Розенгарден (4), Грейди Тейт (4, 7, 15), Элсио Милиту (9), Эл Роджерс (18), Билл Лаворна (18)
- Флейта — Бад Шэнк (3, 8, 14)
- Флюгельгорн — Берт Коллинз (18), Джо Шепли (18)
- Фортепиано — Антониу Карлос Жобин (2, 5), Жуан Донату (3, 8, 14), Бенни Аронов (4), Уоррен Бернхардт (4), Жил Эванс (7, 15)

Продакшн
- Художественный руководитель — Холлис Кинг
- Составлено, упорядочено, примечания — Джеймс Гэвин
- Дизайн диска — Дон Агард
- Дизайн серии — Роберт Эпплтон
- Исполнительный продюсер — Кен Друкер
- Редакция примечаний — Питер Кипньюз
- Мастеринг — Up Light
- Фото задней обложки — Джо Альпер
- Фото обложки, буклет, обложки — Чак Стюарт
- Подбор фото — Синтия Сессо
- Продюсер оригинальных записей — Аструд Жилберту, Брукс Артур, Крид Тейлор, Джеймс Ласт, Пит Спарго, The Tokens
- Продюсер переиздания — Брайан Коньярц
- Менеджер по продукту — Шернис Смит

## Чарты
| Чарт (2003)                     | Высшая позиция |
| ------------------------------- | -------------- |
| США (Billboard Top Jazz Albums) | 22             |